# Spiral reflex

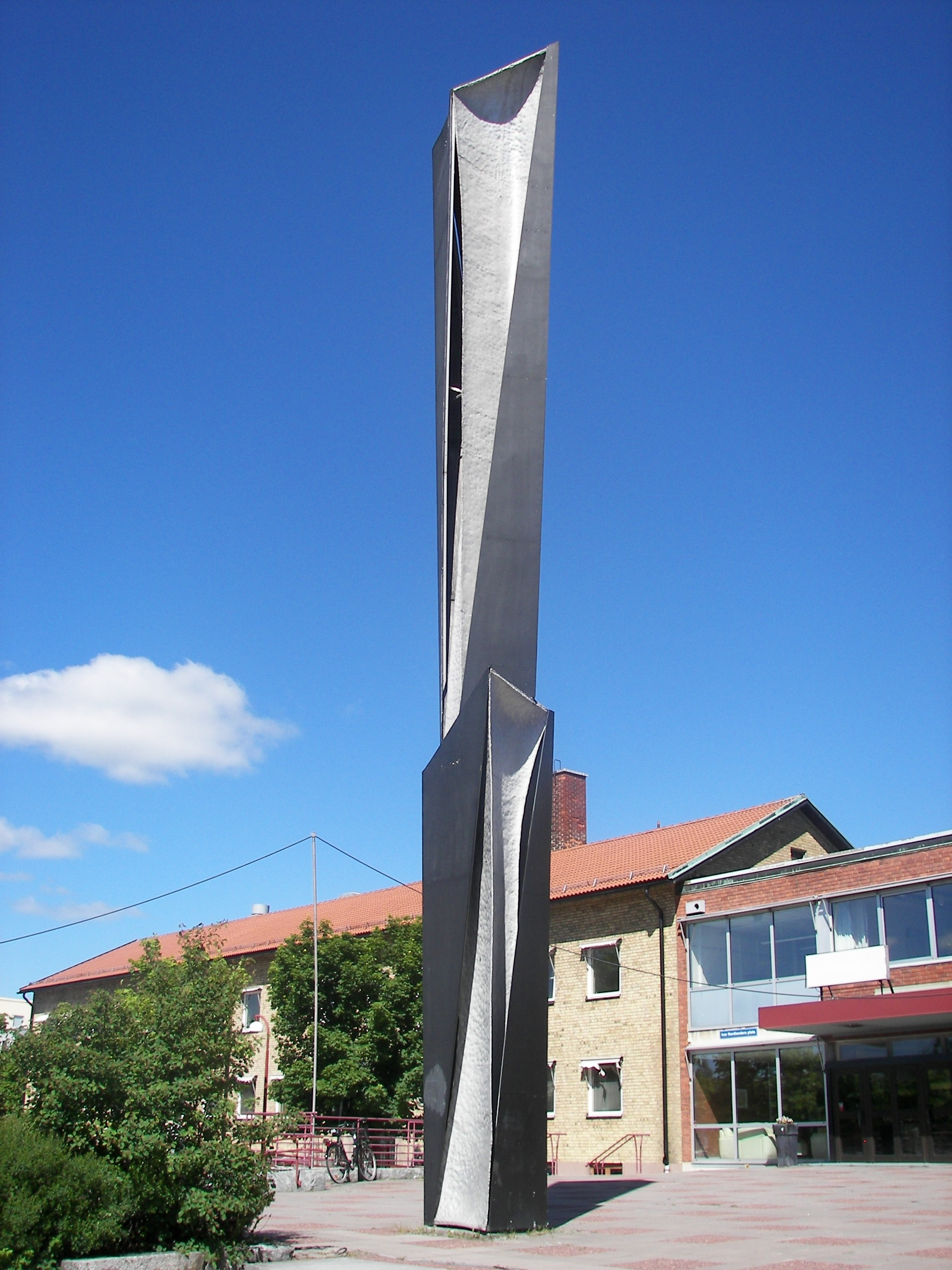
Spiral reflex på Ivar Nordlanders plats i Sundsvall.

Spiral reflex är en 14 meter hög skulptur av Arne Jones som är placerad på Ivar Nordlanders plats i Skönsberg, Sundsvall. Skulpturen, som invigdes 1 oktober 1960 som utsmyckning till Folkets Hus entré, är en skapelse i aluminiumplåt i matta svarta och ljusa blanka ytor.
I januari 2022 blåste konstverket omkull till följd av hårda vindar.